# Grevillea juniperina
Grevillea juniperina là một loài thực vật có hoa trong họ Quắn hoa có nguồn gốc tại miền đông New South Wales và miền đông-nam Queensland của Úc. Nhà thực vật học người Scottland Robert Brown mô tả loài này năm 1810. Bảy phân loài hiện được công nhận. Nó phát triển thành bụi lá gai cao từ 0.2 đến 3 m, thường mọc trên nền đất sét hoặc đất bồi tích trong các rừng bạch đàn.